# Management intermédiaire
Le management intermédiaire est un niveau hiérarchique de management général  se situant entre le management de direction générale et le management de proximité.
En France la DGAFP le définit comme un manager fonctionnel qui, sous la responsabilité d’un manager stratégique, participe à la définition de la stratégie d’une structure et la décline sur un plan sectoriel ou territorial ; qui dirige les services de son périmètre de compétence et conçoit, met en œuvre, contrôle et évalue les plans d’action en fonction des objectifs qui lui ont été assignés. Il encadre à cette fin une équipe de managers opérationnels, dénommés managers de proximité.
Si dans les grandes administrations et les moyennes et grandes entreprises il se distingue du management de proximité, dans le cas des entreprises de plus petites tailles,  à  seulement trois ou quatre niveaux hiérarchiques, il se confond souvent avec lui. 